# 托普斯菲爾德 (麻薩諸塞州)
托普斯菲爾德（英語：Topsfield）是一個位於美國麻薩諸塞州艾塞克斯縣的鎮。

## 人口
根據2020年美國人口普查的數據，托普斯菲爾德的面積為33.20平方千米，當中陸地面積為30.90平方千米，而水域面積為2.30平方千米。當地共有人口6569人，而人口密度為每平方千米198人。